# Спилончи (Бриндизи)
Спилончи (итал. Spilonci) је насеље у Италији у округу Бриндизи, региону Апулија.
Према процени из 2011. у насељу је живело 20 становника. Насеље се налази на надморској висини од 84 м.